# Рестиво, Франко
Франческо Рестиво (итал. Francesco Restivo) более известен как Франко Рестиво (итал. Franco Restivo; 25 мая 1911, Палермо, Сицилия — 17 апреля 1976, Франкавилла-ди-Сичилия, провинция Мессина, Сицилия) — итальянский политик, министр внутренних дел Италии (1968—1972), министр обороны (1972).

## Биография
Родился 25 мая 1911 года в Палермо, сын члена Палаты депутатов Королевства Италия Эмпедокле Рестиво. Получил высшее юридическое образование в университете Палермо, в 1943 году стал преподавать конституционное право на юридическом факультете, впоследствии преподавал публичное право на экономическом факультете того же университета. Вступил в Христианско-демократическую партию, в 1946 году избран в Учредительное Собрание Италии, но в 1947 году сдал мандат. С 1947 по 1955 год являлся депутатом Сицилийской региональной ассамблеи, с 1947 по 1949 год состоял асессором финансов в администрации Алесси. С 1949 по 1955 занимал должность президента региона Сицилия. Вошёл в Национальный совет ХДП, в 1958 году избран в Палату депутатов III созыва и переизбирался в Палату IV, V и VI созывов, оставаясь депутатом до самой смерти в 1976 году.
В период президентства Рестиво на Сицилии были приняты важные законы: о промышленном развитии, об изыскании и разработке месторождений углеводородных энергоносителей, об аграрной реформе. Во исполнение последнего из названных нормативных актов начался процесс распределения латифундий между малоземельными крестьянами, который полностью видоизменил островное сельское хозяйство. Кроме того, геологические исследования также привели к успеху — в Рагузе было обнаружено месторождение нефти. Тем не менее, этот исторический период характеризовался высоким социальным напряжением, которое вылилось в активизацию деятельности профсоюзов — преимущественно в сельском хозяйстве и добывающих отраслях.
Являлся министром сельского и лесного хозяйства в третьем правительстве Альдо Моро (1966—1968), сохранял кресло министра внутренних дел с 24 июня 1968 по 17 февраля 1972 года в пяти христианско-демократических правительствах подряд: во втором правительстве Леоне, затем в трёх правительствах Румора и в первом правительстве Коломбо. С 17 февраля по 26 июня 1972 года являлся министром обороны в первом правительстве Андреотти.
Время руководства Рестиво министерством внутренних дел совпало с периодом социальных волнений, а также терактом на площади Фонтана в Милане в 1969 году. Беспорядки в Реджо-ди-Калабрия, сопровождавшиеся сооружением баррикад и перестрелками, продолжались около года. В 1970 году Юнио Валерио Боргезе организовал попытку государственного переворота, известную в Италии как Golpe Borghese. Оставаясь бессменным главой МВД, Рестиво стал главной мишенью обвинений со стороны оппозиции, которая прозвала его «министром репрессий». В ответ он предъявил Палате депутатов доказательства, что после его вступления в должность количество рабочих, арестованных и задержанных за участие в забастовках и в других формах протеста, снизилось по сравнению с предшествующим периодом.